# Zoox
Zoox, Inc. ist ein Tochterunternehmen von Amazon, das autonome Fahrzeuge entwickelt, die Mobility-as-a-Service anbieten sollen. Das Unternehmen hat seinen Hauptsitz in Foster City, Kalifornien; weitere Niederlassungen befinden sich in der San Francisco Bay Area und in Seattle, Washington.

## Name
Der Name "Zoox" ist eine Anspielung auf Zooxanthelle, einen Meeresorganismus, der wie das Zoox-Robotaxi auf erneuerbare Energie angewiesen ist und eine symbiotische Beziehung mit den Organismen in seinem Lebensraum aufrechterhalten kann.

## Geschichte

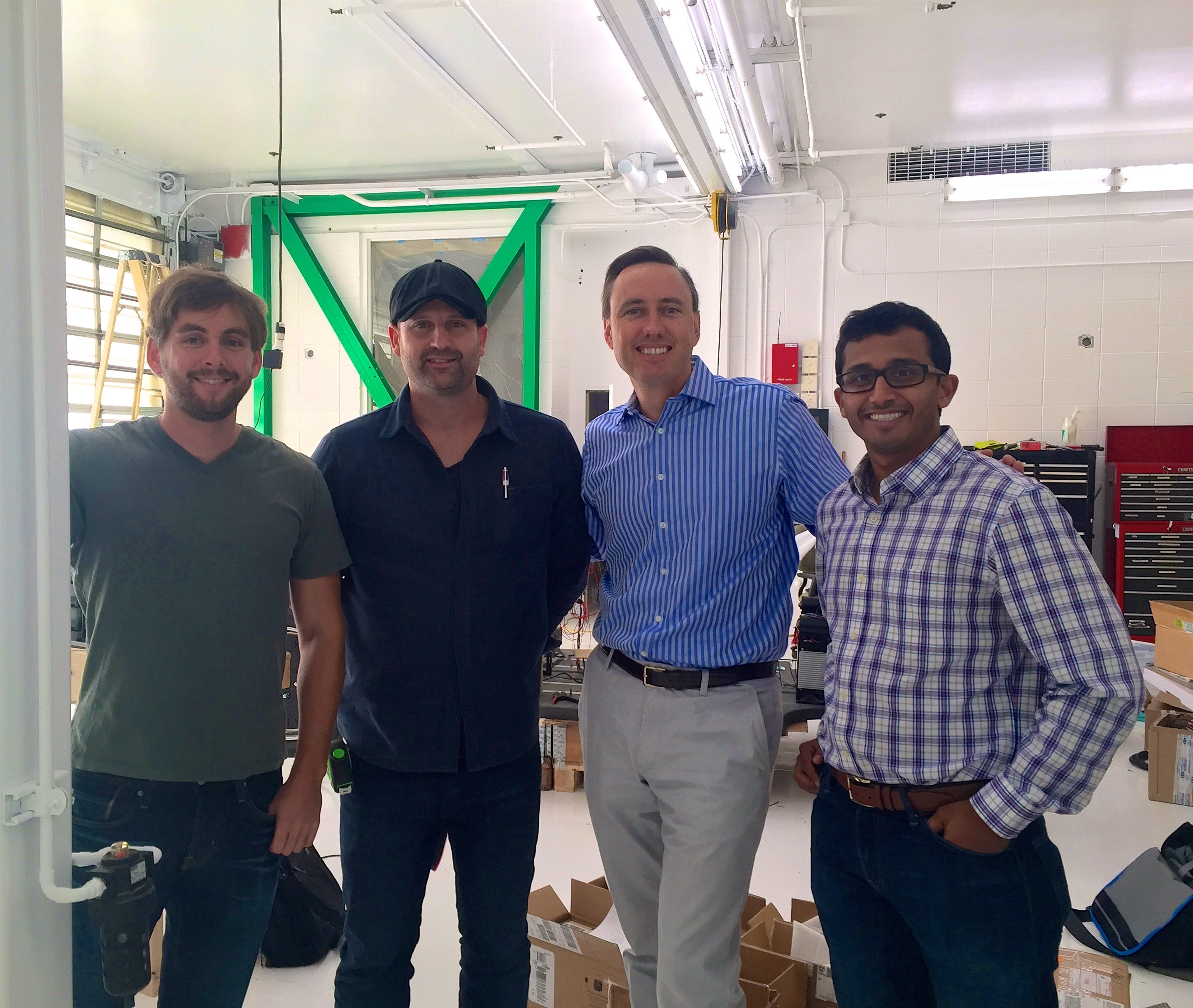
V. l. n. r.: Jesse Levinson, Tim Kentley Klay und Steve Jurvetson (2015)

Zoox wurde 2014 von dem australischen Künstler und Designer Tim Kentley-Klay und Jesse Levinson, dem Sohn des Chairman of the Board von Apple, Arthur D. Levinson, gegründet, der an der Stanford University einen technologischen Ansatz für selbstfahrende Fahrzeuge entwickelte.
Im Januar 2019 ernannte Zoox eine neue CEO, Aicha Evans, die zuvor Chief Strategy Officer bei Intel war. Am 26. Juni 2020 unterzeichneten Amazon und Zoox eine endgültige Fusionsvereinbarung, nach der Amazon Zoox als hundertprozentige Tochtergesellschaft für über 1,2 Milliarden US-Dollar erwarb. Wie andere Amazon-Tochtergesellschaften, z. B. Amazon Web Services, hat Zoox keinen unabhängigen Vorstand, sondern operiert als separate juristische Person mit einer eigenen Führungsstruktur. Zoox ist innerhalb der Amazon-Devices-&-Services-Organisation angesiedelt, wobei Evans dem Senior Vice President von Amazon, Dave Limp, unterstellt ist.
2023 teilte Zoox mit, dass es beginnt, das erste von Grund auf als Robotertaxi konzipierte Auto auf öffentlichen Straßen in Kalifornien zu testen. Das Fahrzeug hat weder ein Lenkrad noch Pedale.

## Technik

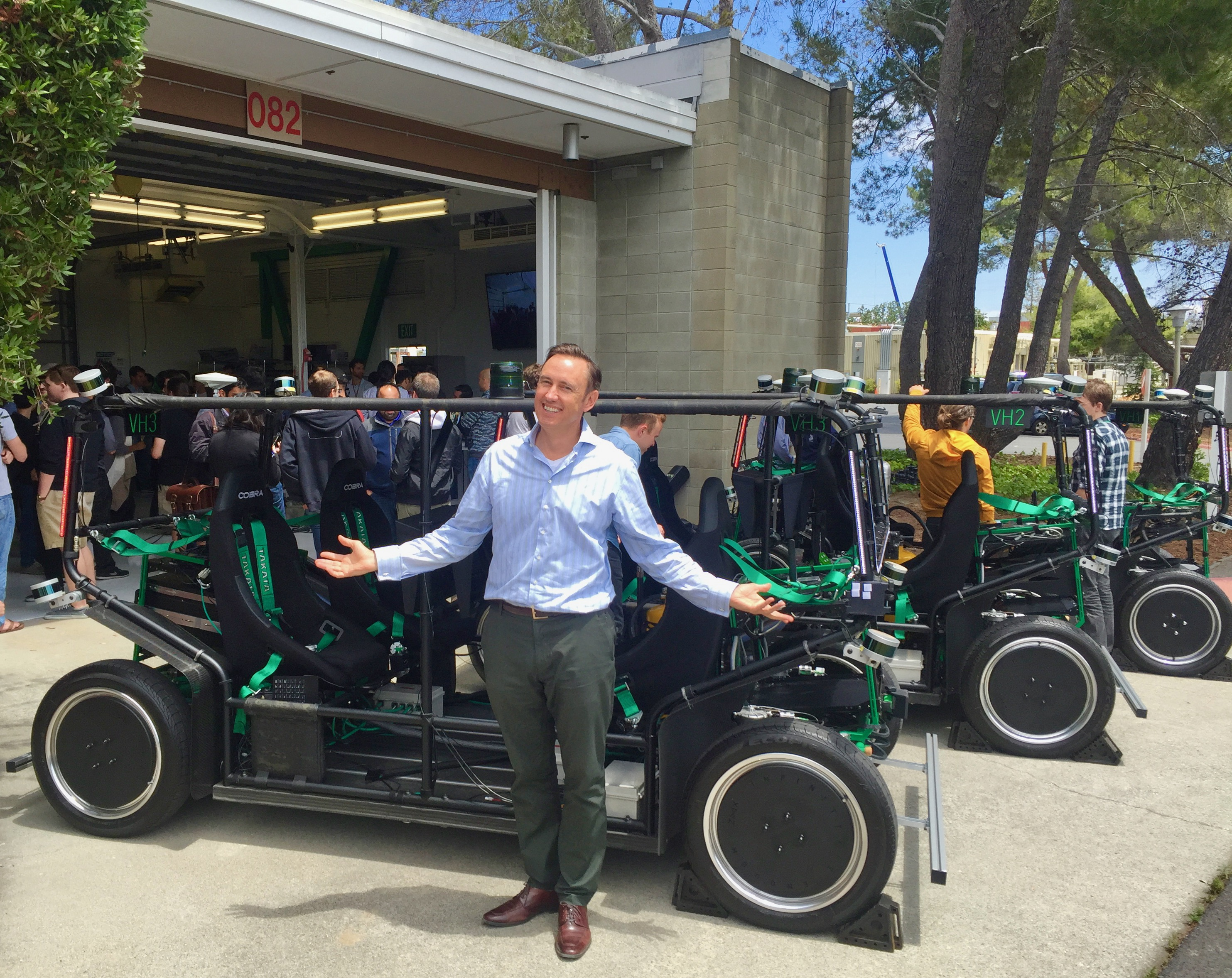
Frühe Testfahrzeuge (2016)

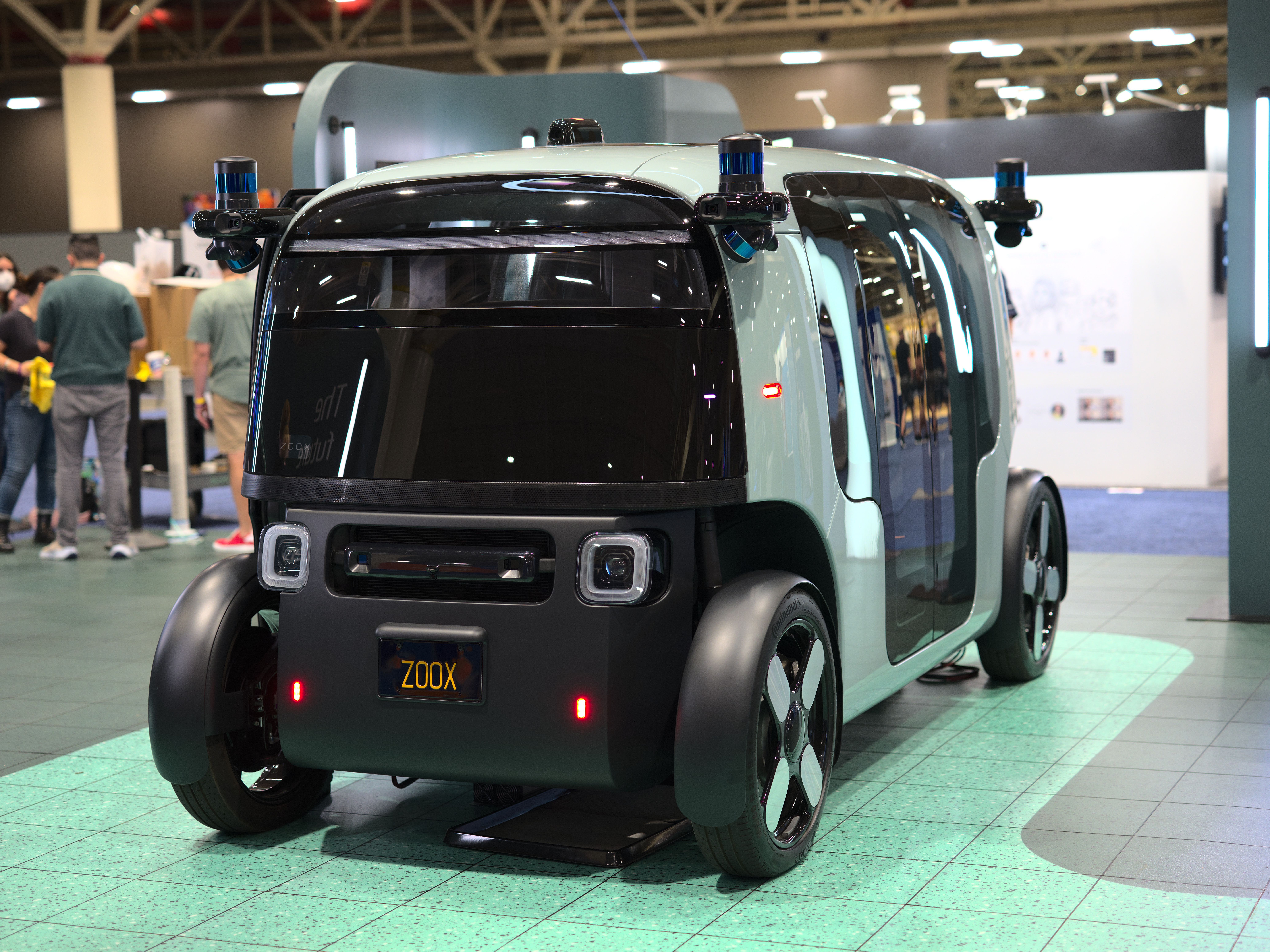
Autonomes Fahrzeug von Zoox auf der CVPR 2022

Im Gegensatz zu vielen anderen Unternehmen im Bereich des autonomen Fahrens, die bestehende Automodelle meist anderer Hersteller mit Bausätzen zu selbstfahrenden Fahrzeugen umrüsten, entwickelt Zoox ein eigenes Fahrzeug, das primär auf den Robotaxi-Markt ausgerichtet ist. Der Ansatz des Unternehmens basiert auf der Überzeugung, dass bei nachgerüsteten Fahrzeugen nicht alle Komponenten ideal aufeinander abgestimmt sind. Zoox setzt aktuelle Technologien aus den Bereichen Automobilität, Robotik und erneuerbare Energien ein, um ein symmetrisches, bidirektionales batterieelektrisches Fahrzeug zu bauen, das die noch bestehenden Herausforderungen des autonomen Fahrens lösen soll.